# 牛宿增七
摩羯座ν，又名BD-13 5642，HD 193432、SAO 163468、HR 7773，是摩羯座的一颗恒星，视星等为4.76，位于銀經31.17，銀緯-25.48，其B1900.0坐标为赤經20h 15m 7s，赤緯-13° -25.48′ 26″。